# Hermann Thimig

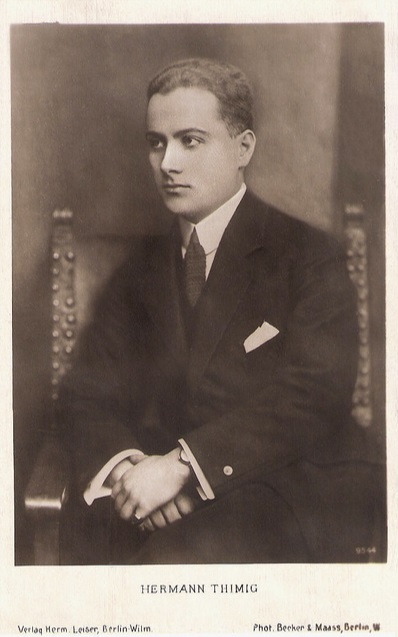
Hermann Thimig en 1918

Hermann Thimig (Viena, 3 de octubre de 1890-ibídem, 7 de junio de 1982) fue un actor teatral y cinematográfico austriaco.

## Biografía
Nacido en Viena, Austria, Thimig era miembro de una famosa familia de actores. Su padre, Hugo Thimig, era un actor y director teatral, en su momento director del Burgtheater de Viena. Sus hermanos, Helene Thimig y Hans Thimig, con los cuales aprendió teatro y actuó varias veces en el cine, eran unos consumados actores.
En sus primeros años en la escuela primaria y en la secundaria en Viena, así como en posteriores centros de estudios, Thimig actuó en grupos teatrales de aficionados y en representaciones de carácter privado. Tras cumplir el servicio militar durante un año en Viena, debutó en diciembre de 1910 en el Meininger Theater, donde permaneció hasta que su contrato se vio roto en 1914 por el estallido de la Primera Guerra Mundial. Sin embargo, en 1915 fue declarado inútil y no fue reclutado por sufrir una severa forunculosis. Utilizó su permiso de residencia para asistir al Schauspielhaus de Berlín, actuando después en el  Volksbühne de esa ciudad.
Unos cambios en la compañía del Deutsches Theater de Berlín dirigido por Max Reinhardt fue su gran oportunidad en 1916. Ese mismo año debutó en el cine con la película Die Gräfin Heyers, actuando junto a Ossi Oswalda y Henny Porten. En 1918 fue director por vez primera en el Theater des Westens de Berlín. A lo largo de su carrera actuó en tres películas de Ernst Lubitsch, entre ellas Die Bergkatze (1921).
Con la llegada del cine sonoro, Thimig se alejó del teatro y trabajó principalmente en el cine en comedias y adaptaciones de operetas. A mediados de los años 1930 encarnaba principalmente a personajes de edad. Tras producirse en 1938 el Anschluss en Austria, formó parte de una lista de actores nominados para ser nombrados Staatsschauspieler.
En los estadios finales de la Segunda Guerra Mundial, Adolf Hitler lo incluyó en la Gottbegnadeten-Liste de los artistas de mayor importancia, considerando a Thimig como un tesoro nacional, lo cual lo liberó del esfuerzo bélico.
En 1965 fue nombrado miembro honorario del Burgtheater, y en 1969 recibió por su carrera cinematográfica el Filmband in Gold de los Deutscher Filmpreis. Además, en 1981 fue recompensado con el Anillo de Honor de la Ciudad de Viena.
Thimig tuvo tres hijas. Primero Christine (1923–2015), fruto de su matrimonio con la actriz Hanna Wisser. De su segundo matrimonio con Vilma Degischer (1911-1992) nacieron otras dos hijas, una de ellas Johanna Thimig (1943–2014), también actriz.
Hermann Thimig falleció en Viena en 1982. Fue enterrado en una tumba honoraria en el Cementerio Sieveringer (Dept. 2, Grupo 13, Número 76) de Viena. Su segunda esposa fue enterrada junto a él diez años más tarde.

## Filmografía (selección)
- 1916: Die Gräfin Heyers
- 1917: Ossi’s Tagebuch
- 1917: Tragödie eines Staatsanwalts
- 1918: Auf Probe gestellt
- 1918]]: Agnes Arnau und ihre drei Freier
- 1919: Freie Liebe
- 1919: Die schwarze Locke
- 1919: Die Braut des Entmündigten
- 1919: Das Gebot der Liebe
- 1919: Ihr Sport
- 1919: Moral und Sinnlichkeit
- 1919: Das törichte Herz
- 1919: Der Sohn der Magd
- 1919: Komtesse Dolly
- 1919: Die Puppe
- 1919: Das Mädchen aus dem wilden Westen
- 1920: Die Brüder Karamasoff
- 1920: Zwischen den Dreien
- 1920: Die goldene Krone
- 1920: Putschliesel
- 1921: Kleider machen Leute
- 1921: Hannerl und ihre Liebhaber
- 1921: Mein Leben als Nachtredakteur
- 1921: Die Bergkatze
- 1921: Die Abenteuer des Dr. Kircheisen
- 1921: Die Sünden der Mutter
- 1922: Die Küsse der Ira Toscari
- 1922: Der Fluch des Schweigens
- 1922: Bardame
- 1922: Das Mädel mit der Maske
- 1922: Sie und die Drei
- 1922: Der Strom
- 1922: Die Flamme
- 1923: Du sollst nicht töten
- 1923: Das Weib auf dem Panther
- 1923: Alles für Geld
- 1923: Der verlorene Schuh
- 1924: Der Sprung ins Leben
- 1924: Die Radio Heimat
- 1925: Der ungebetene Gast
- 1925: Der Tänzer meiner Frau
- 1927: Die Familie ohne Moral
- 1927: Madame wagt einen Seitensprung
- 1929: Napoleon auf St. Helena
- 1930: Der unsterbliche Lump
- 1931: Die Privatsekretärin
- 1931: La ópera de los tres centavos
- 1931: Wenn die Soldaten
- 1931: L’opéra de quat’sous
- 1931: Der kleine Seitensprung
- 1931: Marys Start in die Ehe
- 1931: Der Herr Bürovorsteher
- 1931: Mein Leopold
- 1932: Mein Freund, der Millionär
- 1932: Zwei himmelblaue Augen
- 1932: Ein bißchen Liebe für dich
- 1932: Eine Nacht im Paradies
- 1932: Mädchen zum Heiraten
- 1932: Kiki
- 1932: Traum von Schönbrunn
- 1932: Das Blaue vom Himmel
- 1932: Glück über Nacht
- 1932: Eine Stadt steht kopf
- 1932: Marion, das gehört sich nicht
- 1933: Kleiner Mann – was nun?
- 1933: Die Fahrt ins Grüne
- 1933: Viktor und Viktoria
- 1934: Der Herr ohne Wohnung
- 1934: Früchtchen
- 1934: Karneval und Liebe
- 1934: Liebe dumme Mama
- 1935: Die Fahrt in die Jugend
- 1935: Peter, Paul und Nanette
- 1935: Die törichte Jungfrau
- 1935: Der Himmel auf Erden
- 1935: Tanzmusik
- 1935: Im weißen Rößl
- 1936: Der geheimnisvolle Mister X
- 1937: Die Austernlilli
- 1939: Marguerite: 3
- 1942: Brüderlein fein
- 1943: Die kluge Marianne
- 1943: Johann
- 1944: Liebesbriefe
- 1944: Die goldene Fessel
- 1944: Ein Blick zurück
- 1945: Wie ein Dieb in der Nacht
- 1946: Praterbuben
- 1948: Der Prozeß
- 1949: Geheimnisvolle Tiefe
- 1950: Prämien auf den Tod
- 1951: Die Wirtin zum roten Ochsen
- 1951: Das unmögliche Mädchen
- 1952: Ich hab mich so an dich gewöhnt
- 1952: Abenteuer im Schloss
- 1953: Komm in die Gondel
- 1954: Ewiger Walzer
- 1956: Die Magd von Heiligenblut
- 1958: Eine Reise ins Glück
- 1959: Wenn die Glocken hell erklingen
- 1961: Frau Irene Besser
- 1962: Romanze in Venedig
- 1962: Die vergessenen Jahre
- 1967: Der Arzt wider Willen (telefilm)

## Radio

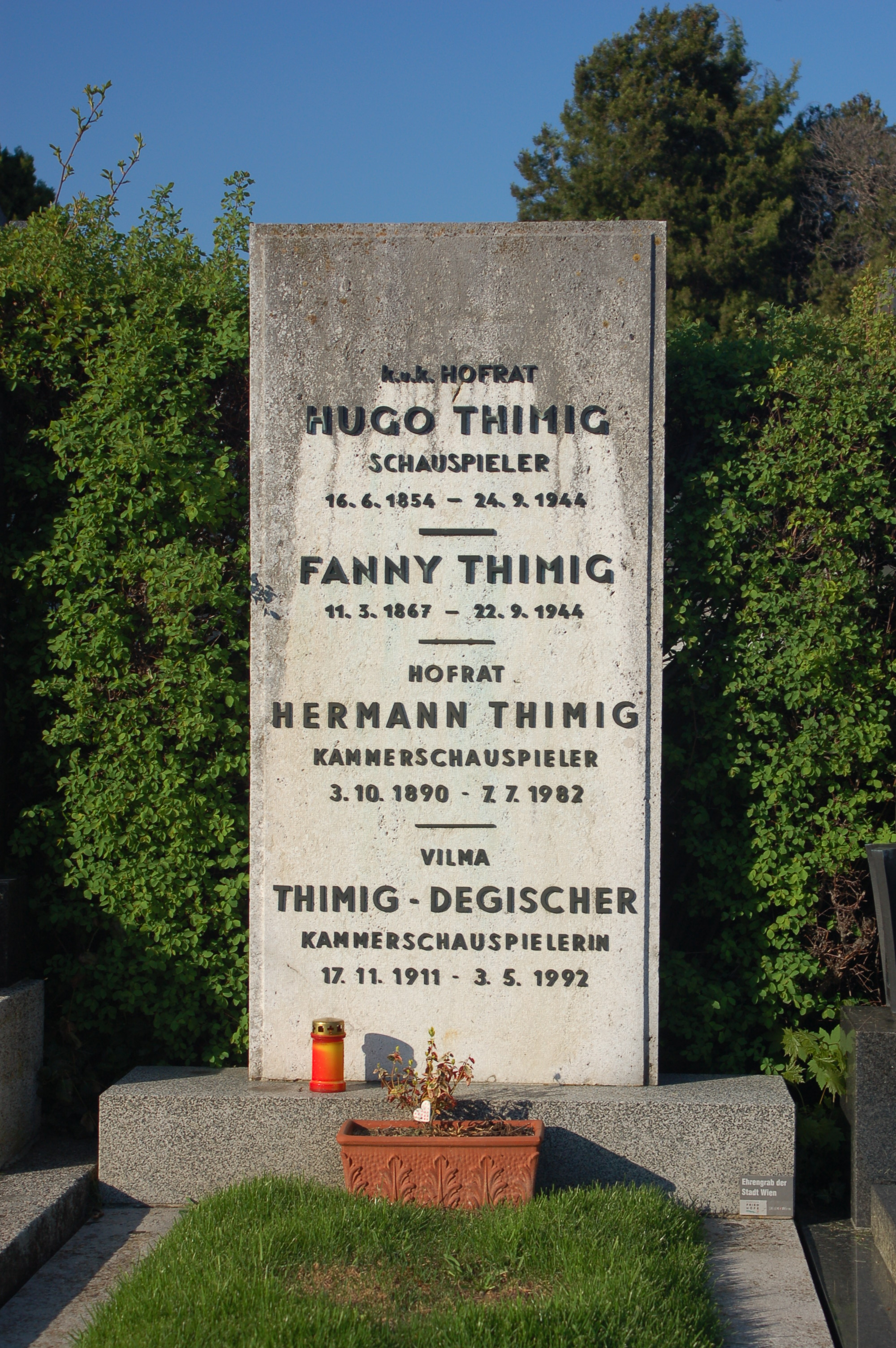
Tumba en el Cementerio Sieveringer Friedhof

- 1956: Molière: El burgués gentilhombre, dirección de Wilhelm Semmelroth (NWDR/RSB/RB/ORF)